# Acheilognathus imfasciodorsalis
Acheilognathus imfasciodorsalis är en fiskart som beskrevs av Nguyen 2001. Acheilognathus imfasciodorsalis ingår i släktet Acheilognathus och familjen karpfiskar. Inga underarter finns listade i Catalogue of Life.